# Autenticació única
L'autenticació única, single sign-on (SSO), en anglès, és un mètode que permet a un/a usuari/ària d'haver de procedir només a una autenticació (comprovació de la conformitat de dades transmeses generalment per mitjà d'Internet) per accedir a diverses aplicacions informàtiques o llocs web.
Alguns autors s'estimen més emprar el terme enterprise reduced sign-on (signatura reduïda d'empresa) perquè argumenten que ningú no pot assolir aquest tipus de signatura sense una infraestructura IT homogènia que la suporti.

## Objectius
Els objectius de l'autenticació única són múltiples:
- simplificar per a la persona usuària la gestió d'identificadors i contrasenyes;
- guanyar en gestió eficient de la seguretat dels sistemes informàtics, ja que com més contrasenyes hagi de gestionar un/a usuari/ària, més tendència tindrà a fer servir contrasenyes similars i/o senzilles de memoritzar, amb la qual cosa es va rebaixant el nivell de seguretat de les contrasenyes;
- simplificar la gestió de les dades personals hostatjades pels diversos serveis en línia, coordinant-les mitjançant mecanismes del tipus meta-annuari;
- simplificar la definició i la posada en marxa de polítiques de seguretat informàtica.

## Serveis d'atenticació única
Els productes més rellevants d'autenticació simplificada són:
- PRiSE: adAS
- CA : SiteMinder
- Citrix Password Manager
- Entrust :GetAccess
- Evidian : PortalXpert
- HP : Identity and Access Management (IdM)
- IBM : Tivoli Access Manager (TAM) with WebSeal
- Imprivata : OneSign
- Passlogix : v-GO Sign-On Platform
- RSA : ClearTrust
- Sun : Sun Java System Access Manager Arxivat 2007-06-02 a Wayback Machine.